# Guerra Intra-Muçulmana da Bósnia
A Guerra Intra-Muçulmana da Bósnia (em servo-croata: Unutarmuslimanski rat) foi uma guerra civil travada entre o Exército da República da Bósnia e Herzegovina, leal ao governo central de Alija Izetbegović em Sarajevo, e a Província Autônoma da Bósnia Ocidental, leal a Fikret Abdić em Velika Kladuša, de 1993 a 1995 na região da Bósnia ocidental. A guerra terminou com a vitória do Exército da República da Bósnia e Herzegovina e a abolição da Bósnia Ocidental.

## Antecedentes
A região de Cazinska Krajina, localizada na parte noroeste da Bósnia e Herzegovina, tinha um PIB per capita ligeiramente superior à média da República Socialista da Bósnia e Herzegovina.  Predominantemente povoada por muçulmanos bósnios, a região abrange os municípios de Bihać, Cazin e Velika Kladuša. A norte e a oeste, faz fronteira com a Croácia, enquanto a sul e a leste, está separada da população muçulmana mais ampla por áreas de maioria sérvia e croata. 
Fikret Abdić fundou a empresa agrícola Agrokomerc em Velika Kladuša, que, durante as décadas de 1970 e 1980, transformou Cazinska Krajina de uma área rural empobrecida em uma próspera economia regional. A Agrokomerc se tornou o maior conglomerado de processamento de alimentos da Iugoslávia, empregando aproximadamente 13.000 pessoas e operando inúmeras fábricas e pontos de venda. O sucesso da empresa melhorou significativamente o padrão de vida na região, e Abdić ganhou muitos seguidores pessoais, ganhando o apelido de "Babo" (em inglês: pai). 
Com a transição de um sistema de partido único, a Liga dos Comunistas da Iugoslávia perdeu poder para partidos nacionalistas. Na Bósnia e Herzegovina, os sérvios se alinharam com o Partido Democrático Sérvio (SDS), os croatas com a União Democrática Croata (HDZ), enquanto os muçulmanos se consolidaram em torno do Partido da Ação Democrática (SDA), liderado por Alija Izetbegović. Abdić, anteriormente membro da Liga dos Comunistas, juntou-se à SDA e tornou-se uma das suas principais figuras. 
Em Cazinska Krajina, onde a SDA foi inicialmente fundada por Mirsad Veladžić e Irfan Ljubijankić, dois membros do movimento pan-islâmico, só se tornou um movimento de massas depois de Abdić anunciar o seu apoio em Setembro de 1990. 
Nas eleições gerais da Bósnia realizadas em novembro de 1990, Abdić e Izetbegović foram os candidatos da IASD para assentos muçulmanos na Presidência de sete membros. Abdić obteve 1.040.307 votos, contra apenas 874.213 de Izetbegović.    Ambos foram eleitos como representantes muçulmanos na presidência de sete membros, ao lado de Ejup Ganić, que garantiu uma cadeira como representante das minorias étnicas.   No entanto, devido à oposição da facção linha-dura do partido, Abdić foi afastado e Izetbegović assumiu o papel de liderança no governo.  

### Conflitos políticos e o início da Guerra da Bósnia
Em maio de 1992, Izetbegović foi detido pelo Exército Popular Iugoslavo (JNA) ao retornar de uma conferência de paz malsucedida em Lisboa. Enquanto isso, surgiram relatos de que Abdić havia viajado com sucesso de Bihać para Sarajevo, cruzando diversas linhas de frente sem dificuldade. Isto alimentou suspeitas dentro da liderança do SDA, particularmente entre Ganić e sua facção, que temiam que Abdić estivesse tentando encenar um golpe com o apoio de Belgrado e do alto comando do JNA. 
Durante uma reunião de crise no prédio da presidência, o Ministro do Interior Alija Delimustafić propôs nomear um novo presidente mais disposto a negociar com o JNA. Isso foi firmemente contestado por Ganić e pelos linha-dura do partido, que viam qualquer forma de compromisso como traição. Embora não houvesse nenhuma evidência direta que ligasse Abdić a uma tentativa de golpe, sua influência política em Sarajevo foi efetivamente restringida. 
Em setembro de 1992, Abdić retornou a Bihać e assumiu uma função consultiva na Assembleia Distrital. Seu objetivo principal era manter o Bolsão de Bihać fora da guerra, à medida que o conflito se intensificava na Bósnia e Herzegovina. 
Em 27 de abril de 1993, os sérvios da Krajina lançaram um ataque perto de Bosanska Bojna, capturando uma porção significativa de terra. Embora inicialmente apresentada como uma ofensiva localizada por sérvios deslocados, investigações posteriores revelaram que se tratava de uma operação militar coordenada que envolvia forças sérvias da Bósnia e da Krajina.  O 5º Corpo repeliu o ataque, confirmando seu caráter estratégico. 
Em 6 de maio de 1993, a Resolução 842 do Conselho de Segurança das Nações Unidas concedeu ao bolsão de Bihać o status de "área segura". Esse bolsão abrangia um vasto território com uma população predominantemente muçulmana de aproximadamente 250.000 habitantes. Era geograficamente isolado, fazendo fronteira com a autoproclamada República Sérvia da Krajina (RSK) na Croácia e a República Srpska (RS), com uma fronteira de 118 km de extensão com a RSK. A eliminação deste reduto militar foi vista como um passo crítico para a unificação dos dois territórios controlados pelos sérvios. 
Depois que Bihać foi designada como "área segura" pela ONU, Abdić determinou que as Nações Unidas não tinham meios para impor esse status, deixando a região vulnerável. Dada a capacidade operacional limitada do 5º Corpo, ele concluiu que negociar com os sérvios seria a melhor ação. Abdić conversou com representantes sérvios, o que levou à desmilitarização da área contestada de Bosanska Bojna, proposta pela UNPROFOR. O plano envolvia o envio de tropas francesas da ONU como proteção, apoiadas pela polícia civil da ONU (UNCIVPOL) para manter a ordem. Foram também propostos esforços de reassentamento para os habitantes deslocados, mas considerados excessivamente ambiciosos. 
Como o Acordo de Washington não conseguiu ganhar força em Sarajevo, Abdić ficou cada vez mais preocupado. Ele acreditava que Izetbegović havia rejeitado a proposta somente porque os sérvios a aceitaram, exacerbando suas tensões. Isso culminou em um debate acalorado em uma reunião do Conselho Presidencial em 23 de junho de 1993, onde a ideia de dividir a Bósnia e Herzegovina em três províncias étnicas foi discutida. Abdić apoiou a proposta, argumentando que a partição já era uma realidade. No entanto, Ganić se opôs veementemente, insistindo que a guerra deveria continuar. Izetbegović assumiu uma postura igualmente intransigente, pedindo um boicote às negociações de paz em Genebra se a partição permanecesse na agenda. Em 28 de junho, tanto Izetbegović como Ganić abandonaram o cargo, deixando Abdić e os restantes membros da presidência incertos. 
Em 15 de julho de 1993, o Acordo de Erdut permitiu que a ONU assumisse o controle da infraestrutura essencial na Croácia, aliviando momentaneamente as tensões. Entretanto, à medida que acordos de cessar-fogo eram negociados entre líderes muçulmanos, croatas e sérvios, a violência renovada, como o bombardeio da Ponte Maslenica, destacou a natureza frágil dos esforços de paz. Em agosto, as negociações fracassaram completamente, e o bloqueio de Sarajevo pelas forças sérvias foi retomado. A situação deteriorou-se ainda mais quando Izetbegović recusou novas discussões com Mate Boban até que o acesso humanitário às comunidades muçulmanas fosse garantido. 
O plano Owen-Stoltenberg causou tensões significativas dentro da Presidência Colegiada, com representantes dos partidos civis se opondo ao plano, mas relutantes em continuar uma guerra que estava devastando a sociedade bósnia. Izetbegović e Ganić eram a favor da renegociação do plano, enquanto Abdić defendia sua aceitação imediata e incondicional. No verão, Abdić renunciou à Presidência Colegiada para retornar ao seu reduto em Cazinska Krajina, onde entrou em conflito com líderes locais da IASD. Semelhante ao Plano Vance-Owen, o Plano Owen-Stoltenberg também desencadeou conflitos internos entre os muçulmanos bósnios. 
Em meio a essas lutas mais amplas, um conflito interno significativo surgiu na região de Bihać. Abdić capitalizou a insatisfação com a governança de Sarajevo. Em 7 de setembro, um comitê foi formado em Velika Kladuša defendendo uma Província Autônoma da Bósnia Ocidental dentro de uma proposta de União das Repúblicas da Bósnia-Herzegovina. Embora esta iniciativa tenha inicialmente reunido assinaturas substanciais, uma avaliação posterior indicou que o apoio se limitou em grande parte àqueles que tinham ligações à rede empresarial Agrokomerc de Abdić, e não à população em geral. 

## Criação da Bósnia Ocidental
Em 27 de setembro de 1993, Abdić declarou a Província Autônoma da Bósnia Ocidental (APWB) em Velika Kladuša. A entidade operava como um mini-estado autónomo com o seu primeiro-ministro e o seu parlamento.  Abdić obteve 50.000 assinaturas em favor da autonomia, juntamente com 75% dos delegados do conselho municipal local. No entanto, os críticos alegaram que a coerção das suas forças policiais influenciou o resultado.  Apesar destas alegações, ele manteve um forte apoio local.  Os apoiantes da Bósnia Ocidental identificaram-se como muçulmanos, ao contrário dos que estavam alinhados com o governo central, que adoptaram o termo bosníacos durante a guerra.   Os bósnios ocidentais acusaram os muçulmanos apoiados por Sarajevo de extremismo religioso, enquanto estes afirmavam representar um movimento multiétnico. 
Abdić declarou-se comandante do 5.º Corpo do Exército da República da Bósnia e Herzegovina e convidou todos os seus soldados sob seu comando.  Sua influência expandiu-se quando a 521ª Brigada e a 527ª Brigada do 5º Corpo de Velika Kladuša desertaram para o seu lado. 
A nova entidade, localizada na parte norte do Bolsão de Bihać, alinhou-se política e economicamente com a Croácia, a Iugoslávia e os sérvios de Krajina. Em 22 de outubro, Abdić assinou um acordo de paz em Belgrado com Radovan Karadžić e Milošević, que alegaram que o pacto traria "paz a metade da Bósnia". Pouco depois, Abdić chegou a um acordo semelhante com o presidente croata Franjo Tuđman, mesmo quando os croatas bósnios enfrentavam uma pressão militar crescente das forças do governo bósnio.  Isto isolou efectivamente o 5º Corpo na região.  Em 7 de novembro de 1993, ele se encontrou com Vladimir Lukić e Jadranko Prlić, os primeiros-ministros da Republika Srpska e da República Croata da Herzeg-Bósnia, respectivamente. Durante esta reunião, os três líderes concordaram com várias iniciativas políticas e económicas, reforçando a posição de Abdić como um factor significativo no conflito regional. 
Para os sérvios, neutralizar o 5º Corpo em Bihać foi estrategicamente significativo. Simultaneamente, Abdić alinhou-se aos interesses sérvios. Na época, Milošević cogitou incorporar a Bósnia Ocidental a uma hipotética "futura Iugoslávia". O Serviço de Segurança do Estado Sérvio forneceu secretamente ajuda militar às forças de Abdić. No início de 1994, o exército de Abdić consistia em seis brigadas de infantaria, compreendendo até 10.000 homens, bem como unidades de artilharia e tanques fornecidos pelo Exército da República Srpska. 

### Tensões crescentes
As tensões aumentaram quando Izetbegović ordenou o regime militar em Bihać, levando Abdić a convocar seus apoiadores para resistir ao que ele percebia como uma ditadura militar. Sua milícia, apoiada pelas forças policiais locais, assumiu o controle de Cazin, forçando o 5º Corpo a recuar para Bihać. Enquanto isso, tropas do governo mobilizadas para reprimir a revolta dispararam tiros de advertência para dispersar a multidão, mas enfrentaram resistência contínua. A situação piorou quando os soldados encontraram barricadas na aldeia de Pjanići. Um confronto violento ocorreu quando tropas do governo invadiram uma estação de rádio local, resultando na morte de um policial. A população civil foi instruída a permanecer em casa. 
Abdić justificou suas ações afirmando que buscava acabar com o isolamento de seu povo e pôr fim à guerra, argumentando que a população muçulmana local estava exausta pelo conflito prolongado. No entanto, Izetbegović condenou as ações de Abdić como uma traição, caracterizando-as como uma "facada nas costas da nossa pátria já ferida". Como consequência, Abdić foi demitido da Presidência da República da Bósnia e Herzegovina. 

## Conflito com o 5.º Corpo de Exército
O fim de semana de 2 a 3 de outubro de 1993 viu confrontos entre os seguidores de Abdić e o 5º Corpo. Incidentes de bombardeios foram relatados em áreas como Johovica, perto da fronteira com a Croácia. O conflito estendeu-se a Velika Kladuša, reduto de Abdić, exacerbando as divisões regionais. Durante a primeira semana da insurreição, estima-se que até uma dúzia de pessoas foram mortas antes de se seguir um impasse geral, uma vez que os soldados muçulmanos hesitaram em disparar sobre civis muçulmanos. 
Izetbegović exigiu que Abdić revogasse sua decisão ou enfrentaria uma mobilização militar total contra ele. Abdić recusou, declarando que a rendição não era uma opção. Em Bihać, vários apoiadores de Abdić foram detidos. Em 16 de outubro, o 5º Corpo lançou ofensivas de pequena escala em direção a Cazin e Velika Kladuša, obtendo ganhos menores antes que o esforço parasse devido ao apoio contínuo a Abdić. 
Para enfraquecer a posição de Abdić, o governo cortou a energia do setor norte. No entanto, negociadores da ONU intervieram para restaurar o fornecimento de eletricidade para serviços essenciais, como hospitais, padarias e sistemas de água. Na época, Izetbegović parecia mais focado em campanhas militares na Bósnia central, possivelmente adiando novas ações contra Abdić. 
Após uma breve pausa, o 5º Corpo lançou outra ofensiva contra as forças da Bósnia Ocidental. Em 12 de novembro, o 5º Crops alegou ter capturado a pequena cidade de Johovica, embora os seguidores de Abdić tenham argumentado que as tropas do governo haviam sido expulsas e que 100 soldados haviam sido feitos prisioneiros. Com o apoio contínuo da Croácia e da Sérvia, Abdić parecia ter solidificado o seu controlo sobre a parte norte da região. 

### Escalada e impasse em dezembro
Em 4 de dezembro, as forças de Abdić lançaram uma ofensiva terrestre na parte ocidental do Bolsão de Bihać, mobilizando aproximadamente 1.000 soldados. Em resposta, Dudaković condenou veementemente as autoridades sérvias de Krajina por permitirem a passagem irrestrita das tropas de Abdić pelo seu território para reabastecimento. Embora essa acusação fosse justificável, suas críticas à UNPROFOR o eram menos. Tal como em encontros anteriores, as tropas da ONU estacionadas na área tinham capacidade limitada para intervir, concentrando-se em vez disso na monitorização da situação e, posteriormente, na assistência à evacuação das vítimas. 
Durante os primeiros dias de dezembro, o batalhão polonês da UNPROFOR se viu envolvido nas hostilidades. O batalhão estabeleceu principalmente postos de socorro perto das zonas de conflito, transportando soldados feridos para o hospital em Vojnić e, quando necessário, para Karlovac, na Croácia. 
Em 8 de dezembro, a luta chegou a um impasse, sem que nenhum dos lados conseguisse ganhos territoriais significativos. No entanto, as manobras de Abdić forçaram Dudaković a desviar tropas para várias novas posições, expondo-as a potenciais ataques das forças sérvias da Bósnia ao longo da linha de confronto sul. Ambas as facções sofreram pesadas baixas, com estimativas superiores a 300 mortos e 1.000 feridos. 
A Missão de Monitoramento da Comunidade Europeia (ECMM) interveio rapidamente, defendendo um cessar-fogo imediato. Os monitores da CE mediaram activamente entre as partes em conflito, muitas vezes sob fogo da artilharia sérvia da Bósnia. 
Apesar do conflito em curso, os interesses econômicos continuaram a desempenhar um papel fundamental. Em um acontecimento notável, em 29 de dezembro, Dudaković solicitou que a ECMM facilitasse uma reunião entre ele e o comandante do Corpo Lika dos sérvios de Krajina. A região de Lika, adjacente ao Bolsão de Bihać, era um canal vital para o comércio do mercado negro. A reunião sublinhou o paradoxo da guerra: embora as hostilidades persistissem, o comércio continuou a ser uma prioridade para ambas as facções, com líderes militares dispostos a negociar rotas comerciais mesmo no meio de operações de combate activas. 
Em janeiro de 1994, a maior parte de Cazinska Krajina estava sob o controle do 5º Corpo. No mesmo mês, Abdić e Dudaković assinaram um cessar-fogo, que foi quebrado em 18 de fevereiro de 1994, quando Abdić lançou uma ofensiva contra o 5º Corpo. Os combates duraram até ao verão de 1994, quando as forças de Abdić sofreram pesadas derrotas, forçando 30.000 dos seus apoiantes a fugir para a vizinha Croácia. 
Durante o inverno e a primavera de 1994, confrontos intermitentes persistiram entre o 5º Corpo e as forças da Bósnia Ocidental, enquanto ambos os lados testavam a força militar um do outro. No sul, o 5º Corpo manteve posições defensivas ao longo do Rio Una, enfrentando o 2º Corpo Krajina do VRS. No entanto, a linha da frente acabou por chegar a um impasse. 

### Operação Tigre
Em 8 de julho de 1994, tropas sob o comando do General Dudaković bloquearam o batalhão francês da UNPROFOR em Bihać, citando a infiltração de "terroristas de Abdić" na cidade. A situação se agravou com relatos de explosões e intensos tiroteios no centro da cidade. A Rádio Bihać transmitiu relatos de um motim dentro do 5º Corpo, prisões de oficiais de Dudaković e batalhas entre "rebeldes" e forças leais a Izetbegović. 
No final do dia, a Rádio Bihać relatou que "rebeldes" haviam expulsado os soldados de Dudaković da vila de Izačić, que posteriormente foi estabelecida como base para uma fictícia 7ª Brigada. Em resposta, Abdić, acreditando na legitimidade da rebelião, despachou caminhões de armas pequenas, lançadores de foguetes e munição para apoiar os supostos desertores. Os "rebeldes" convidaram Abdić para uma celebração de vitória em Izačić, mas ele recusou e, em vez disso, enviou seu oficial de contrainteligência e um oficial de ligação do VRS. Esses enviados entregaram suprimentos adicionais, incluindo armamento e munições. 
Posteriormente, os "rebeldes" prenderam os enviados de Abdić e sua escolta, apreendendo aproximadamente 600 armas, 100.000 cartuchos de munição, quatro toneladas de comida e quatro caminhões. A operação, mais tarde revelada como um plano tático, combinou com sucesso elementos de engano e execução. O "motim" encenado foi reforçado por batalhas simuladas usando cartuchos de festim, explosões de granadas e incêndios em Bihać. Para Izetbegović, a operação "Tigre-Liberdade-94" foi considerada uma vitória estratégica com significativo valor propagandístico, servindo efectivamente como um golpe de relações públicas. 
No entanto, em Dezembro de 1994, Velika Kladuša estava novamente sob o controlo de Abdić. O 5º Corpo, apoiado pela aliança bósnia-croata formada sob o Acordo de Washington de 1994, rompeu as linhas sérvias ao redor de Bihać, fortalecendo a posição de Sarajevo na região.

## Colapso da Bósnia Ocidental
Em 26 de julho de 1995, a Província Autônoma da Bósnia Ocidental declarou-se uma República independente da Bósnia Ocidental (RSB), significando uma ruptura política completa com o governo de Izetbegović. Em 4 de agosto, o 5º Corpo lançou uma ofensiva, capturando Pećigrad com sucesso. O avanço do 5º Corpo encontrou resistência mínima, uma vez que as linhas de defesa da Bósnia Ocidental entraram em colapso, resultando na rendição de aproximadamente 800 soldados da Bósnia Ocidental. 
Em 5 de agosto de 1995, Abdić expressou sua disposição de negociar com o governo central. Entretanto, o 5º Corpo foi comandado por Izetbegović para alcançar uma vitória militar sobre a Bósnia Ocidental. Para minimizar as baixas civis, o governo central ofereceu anistia à Bósnia Ocidental em 9 de agosto de 1995. Abdić recusou-se a render-se, declarando sua intenção de permanecer com seu povo e defendendo negociações por meio de intermediários, incluindo o General Michael Rose e Krešimir Zubak, o Presidente da Federação da Bósnia e Herzegovina. Contudo, Izetbegović não aceitou esta proposta. 
Com o tempo, a posição de Abdić tornou-se cada vez mais precária. O único sucesso militar notável foi alcançado pela 6ª Brigada da Bósnia Ocidental, que conseguiu se separar do 5º Corpo a oeste de Pećigrad. A brigada posteriormente recuou para o território da República Sérvia de Krajina, sabendo que o 5º Corpo não os perseguiria lá. No entanto, essa retirada contribuiu para uma crise humanitária, já que aproximadamente 7.000 refugiados acompanharam as forças em retirada, agravando as condições já difíceis em Velika Kladuša. Consequentemente, cerca de 50.000 civis de Velika Kladuša procuraram refúgio na República Sérvia de Krajina. 
Em 12 de agosto de 1995, Paul Joachim von Stülpnagel, chefe da Missão de Monitoramento da União Europeia na Iugoslávia, viajou para Velika Kladuša para se encontrar com Abdić. Durante a reunião, von Stülpnagel teve a impressão de que Abdić não estava totalmente ciente da extensão da crise em curso. Pouco depois, Abdić concedeu uma teleconferência com representantes da imprensa internacional em um hotel em Zagreb. Em um anúncio inesperado, ele propôs uma solução provisória para o bolsão de Bihać, sugerindo uma zona desmilitarizada sob supervisão da União Europeia, semelhante ao acordo em Mostar. Segundo o historiador Brendan O'Shea, essa proposta provavelmente foi sugerida a Abdić por von Stülpnagel agindo de forma independente. Contudo, o governo central da Bósnia e Herzegovina, tendo obtido uma vantagem militar, não estava disposto a considerar a proposta. 
Durante esse período, o território controlado pela Província Autônoma da Bósnia Ocidental foi reduzido para aproximadamente 50 quilômetros quadrados ao redor de Velika Kladuša. Apesar de estar significativamente em desvantagem militar, Abdić manteve-se firme na sua exigência de negociações com o governo central.  Em 15 de agosto de 1995, representantes da Bósnia Ocidental e do 5º Corpo realizaram uma reunião. A delegação da Bósnia Ocidental defendeu um cessar-fogo formal como pré-requisito para negociações políticas, enquanto Dudaković insistiu em negociações políticas que precedessem qualquer cessação de hostilidades. Uma reunião subsequente ocorreu em 17 de agosto de 1995, durante a qual os representantes da Bósnia Ocidental propuseram o envolvimento de um especialista constitucional para redigir um acordo político. Contudo, a reunião agendada para 20 de Agosto de 1995 não se realizou. 
Em 20 de agosto de 1995, Abdić partiu de Velika Kladuša de helicóptero. As autoridades da Bósnia Ocidental organizaram a evacuação de civis para a República Sérvia de Krajina até a meia-noite, enquanto os militares restantes ficaram para trás para supervisionar o processo. O deslocamento em massa de refugiados logo levou a uma crise humanitária em Krajina, que não tinha os recursos necessários para acomodá-los. Os planos para realojar os refugiados na Croácia tornaram-se inviáveis quando as autoridades croatas fecharam as suas passagens de fronteira. 
O ataque final do 5º Corpo a Velika Kladuša começou às 05h30 do dia 21 de agosto de 1995. Seguiram-se intensos combates de rua e, por volta das 20h30, as forças da Bósnia Ocidental foram derrotadas. Dudaković posteriormente entrou no escritório de Abdić. Após o ocorrido, os soldados percorreram as ruas abandonadas e ocorreram saques até que a chegada da polícia militar restaurou a ordem.  